# John Opie
John Opie (Trevellas, 16 maggio 1761 – Londra, 6 aprile 1807) è stato un pittore inglese.

## Biografia
Figlio di un carpentiere, già ragazzo prodigio in matematica, si dedicò autodidatta al disegno e alla pittura. Fu incoraggiato dallo scrittore John Wolcot ("Peter Pindar"), che all'epoca era medico in Cornovaglia. Nel 1780 fu condotto a Londra da John Wolcot, presentato dal suo mecenate come La meraviglia della Cornovaglia. Dopo qualche tempo, tuttavia, si allontanò da Wolcot, sebbene il suo rapido successo fosse dovuto soprattutto a lui. Migliorò la sua tecnica e la sua cultura generale, studiando la lingua latina e la letteratura inglese e francese, e ottenne le lodi del pittore James Northcote che disse di lui: «Egli vive per dipingere, mentre gli altri dipingono per vivere». Nel 1786 espose il quadro storico L'assassinio di Giacomo I, e l'anno dopo L'assassinio di Rizzio, che gli valse l'elezione ad associato della Royal Academy, di cui diviene membro a pieno titolo nel 1788. Fu allievo di Ozias Humphry.
Opie scrisse una Life of Reynolds, una Letter on the Cultivation of the Fine Arts in England, nella quale auspicò la formazione di un Museo nazionale e le Lectures, dove raccolse le sue lezioni di professore di pittura nella Royal Academy, pubblicate postume nel 1809 con una prefazione di Amelia Opie, sua vedova e nota scrittrice. 
È sepolto nella cattedrale londinese di San Paolo, accanto alla tomba di Joshua Reynolds, com'era suo desiderio.